# Торфен мъх
Торфените мъхове (Sphagnum) са единственият род в клас Sphagnopsida, включващ над 300 вида. Те са основната растителност в торфените блата, откъдето идва и името им. Могат да задържат големи количества вода в клетките си, при някои видове до 20 пъти сухото им тегло.